# Автоматичний регулятор

ВМ – виконавчий механізм, РП – регулюючий пристрій, ЕП – елемент порівняння, ЗЗ – ланка зворотного зв’язку.

Автомати́чний регуля́тор — у системах автоматичного регулювання (САР) — пристрій, що виробляє керуючий сигнал для зміни (регулювання) вихідного параметра.

## Класифікація
Класифікація регуляторів може здійснюватися за різними ознаками. За способом дії розрізняють регулятори 'прямої' і 'непрямої' дії. До регуляторів прямої дії відносять такі регулятори, у яких зусилля, необхідне для переміщення регулюючого органу, виникає за рахунок зміни вихідного параметра без підведення додаткової енергії. Зрозуміло, що в цьому випадку датчик (чутливий елемент) є одночасно і виконавчим механізмом.
На практиці ширшого застосування набули регулятори непрямої дії. Ці регулятори класифікуються за видом джерела енергії, що використовується для переміщення виконавчого механізму: електричні, гідравлічні, пневматичні і комбіновані.
Крім того, регулятори класифікуються на релейні, безперервні та імпульсні. Релейні регулятори називають ще позиційними. Вони не забезпечують якісного регулювання і застосовуються рідко, в основному на простих об'єктах, коли виконується умова τоб/Тоб < 0.2.
Регулятори поділяють також на екстремальні і стабілізаційні. Екстремальні регулятори можуть використовуватися на об'єктах, що характеризуються екстремальною статичною характеристикою, положення якої в координатному просторі в залежності від зовнішніх впливів дрейфує у часі.

## Стабілізуючі регулятори
Найбільше поширення отримали стабілізуючі регулятори.
Стабілізуючі регулятори класифікуються на інтегральні (І), пропорційні (П), пропорційно-інтегральні (ПІ), пропорційно-диференціальні (ПД) і пропорційно-інтегрально-диференціальні (ПІД).
Закон регулювання формується за допомогою зворотних зв'язків. З урахуванням динамічних властивостей об'єкта керування він визначає вид і якість перехідного процесу в САР.